# Wengerowo
Wengerowo (russisch Ве́нгерово) ist ein Dorf (selo) im Oblast Nowosibirsk in Russland mit 7035 Einwohnern (Stand 14. Oktober 2010).

## Geographie
Der Ort liegt etwa 400 km Luftlinie westlich des Oblastverwaltungszentrums Nowosibirsk im südöstlichen Teil des Westsibirischen Tieflands, in der Barabasteppe. Er befindet sich in einer großen Flussschleife am linken Ufer des Tartas einige Kilometer oberhalb seiner Mündung in den Irtysch-Nebenfluss Om.
Wengerowo ist Verwaltungszentrum des Rajons Wengerowski sowie Sitz und einzige Ortschaft der Landgemeinde (selskoje posselenije) Wengerowski selsowet.

## Geschichte
Das Dorf wurde 1753 (nach anderen Angaben 1763) am Sibirischen Trakt gegründet und hieß zunächst Golopupowo. Anfang des 19. Jahrhunderts erhielt es den Namen Spasskoje nach der dort errichteten Kirche, von russisch Spas für „Erlöser“, und wurde Sitz einer Wolost.
1925 wurde das Dorf Verwaltungssitz des nach ihm benannten Spasski rajon. 1933 erhielt der Ort seinen heutigen Namen nach dem 1919 im Russischen Bürgerkrieg in seinem Geburtsort Spasskoje durch Koltschak-Truppen erschossenen Partisanenkommissar Michail Wengerow; auch der Rajon wurde dementsprechend umbenannt.

### Bevölkerungsentwicklung
| Jahr | Einwohner |
| ---- | --------- |
| 1897 | 1971      |
| 1939 | 4630      |
| 1959 | 4568      |
| 1970 | 5161      |
| 1979 | 5948      |
| 1989 | 7191      |
| 2002 | 7165      |
| 2010 | 7035      |

Anmerkung: Volkszählungsdaten

## Verkehr
Am westlichen Rand von Wengerowo kreuzen sich die Regionalstraßen 50K-02 von Tschany an der föderalen Fernstraße R254 Irtysch (ehemals M51) Tscheljabinsk – Nowosibirsk in das nördlich benachbarte Rajonzentrum Kyschtowka und 50K-22 von der Grenze zur Oblast Omsk bei Ust-Tarka nach Kuibyschew (alte Trasse der M51). In nordöstlicher Richtung führt die 50K-26 den Tartas aufwärts nach Sewernoje.
In Tschany, gut 40 km südlich von Wengerowo, befindet sich an der Transsibirischen Eisenbahn die nächstgelegene Bahnstation.